# جمعية عمارة المساجد
أنشئت «مؤسسة الأعمال الخيرية لعمارة المساجد» بتنظيمها الحديث، باعتبارها مؤسسة خيرية ذات شخصية اعتبارية مستقلة، تحت مظلة وزارة الشؤون الإسلامية والدعوة والإرشاد، وسجلت برقم (1/1) وباشرت عملها في19-08-1432هـ لتكون المؤسسة الأولى في مجال عمارة المساجد في المملكة العربية السعودية.
وبعد صدور قرار مجلس الوزراء رقم (61) وتاريخ 18-02-1437هـ المشتمل على النظام الجديد للجمعيات والمؤسسات الأهلية، تحول مسمى المؤسسة إلى «جمعية عمارة المساجد» وسجلت برقم (3154) في وزارة العمل والتنمية الاجتماعية، لتصبح جمعية أهلية، تشرف عليها وزارة الموارد البشرية والتنمية الاجتماعية مالياً وإدارياً، بينما تشرف عليها وزارة الشؤون الإسلامية والدعوة والإرشاد فنياً.

## الرؤية، الرسالة، القيم، الأهداف[2]
'الرؤية' 
أن تكون جمعيتنا من أوائل من يشار إليها تنفيذا واستشارة في عمارة بيوت الله.
'الرسالة'
نسعى إلى عمارة وصيانة بيوت الله ومرافقها الخدمية بأساليب هندسية حديثة وبأقل تكلفة ممكنة لتتحقق الفائدة من بنائها؛ وذلك من خلال استقبال تبرعات ومساهمات المحسنين، ومن خلال الاستفادة من الكفاءات البشرية.
'القيم'
- الجودة
- المصداقية
- الشفافية
- الأمانة
- الالتزام

'الأهداف'
1. عمارة المساجد وصيانتها والعناية بها.
2. فتح المجال للمحسنين للمساهمة في عمارة المساجد وصيانتها وتسهيل أمورهم لذلك.
3. تبني الدراسات والبحوث المتعلقة بالمساجد.
4. إقامة المؤتمرات والندوات واللقاءات حول عمارة المساجد وخدماتها.
5. تحقيق الدعم الإداري والفني للراغبين في بناء المساجد.

## فروع الجمعية[3]
للمؤسسة 11 فرعا، فرع داخل مدينة الرياض في حي السويدي، و 10 فروع في المناطق الآتية:
1. مكة المكرمة.
2. المدينة المنورة.
3. الطائف.
4. بريدة.
5. الدمام.
6. الأحساء.
7. الجبيل.
8. جازان.
9. تبوك.
10. حائل.

## الإجراءات العامة لبناء المساجد
تمر عملية بناء المسجد بمجموعة من المراحل:
1. حصر الاحتياج داخل المدن السعودية.
2. تكليف لجنة بزيارة المواقع وتطبيق معايير مدى الاحتياج.
3. استكمال المستندات اللازمة من الجهات ذات العلاقة مثل: (موافقة وزارة الشؤون الإسلامية والدعوة والإرشاد، صك الأرض، شهادة تحديد القبلة، رخصة البناء، التصاميم، المخططات، فحص التربة، جداول الكميات... إلخ) للمواقع المعتمدة.
4. طرح المشاريع للمنافسة على تنفيذها بين مقاولين مؤهلين.
5. طرح المشاريع للمنافسة على الإشراف عليها بين مكاتب استشارية مؤهلة.
6. تحليل العروض ودراستها، والبت في إجراءات الترسية.
7. الإشراف على المشاريع في جميع مراحلها عن طريق إدارة المشاريع في الجمعية.
8. متابعة الجهات ذات العلاقة لإيصال الخدمات العامة (الماء، والكهرباء، والصرف الصحي).
9. تزويد المتبرعين بتقارير دورية عن سير العمل.
10. بعد الانتهاء من تنفيذ المشروع يتم تسليمه لوزارة الشؤون الإسلامية والدعوة والإرشاد.

## مشاريع داخل حدود الحرم المكي
جاءت اتفاقية بناء 50 مسجداً داخل حدود الحرم المكي؛ تحقيقا لرؤية المملكة 2030 وما ترمي إليه من زيادة أعداد الحجاج والمعتمرين خلال السنوات القادمة. ومتماشية مع الرؤية أيضاً في تمكين المواطنين من المشاركة في التنمية؛ إذ أصبح بمقدور أي شخص أن يشارك ولو بمبلغ بسيط في بناء مساجد داخل حدود الحرم، بعد أن كانت مقتصرة على الكفالة الكاملة. وتعتبر الخمسون مسجداً مرحلة أولى لمشروع يهدف إلى تطوير عملية بناء مساجد مكة المكرمة ونمذجتها وفق أحدث الأساليب مع المحافظة على هوية مكة المكرمة التاريخية؛ بقصد العناية الكاملة ببيوت الله وإكراماً لضيوف الرحمن من الحجاج والمعتمرين.
وقد شهد توقيع الاتفاقية صاحب السمو الملكي الأمير خالد الفيصل، مستشار خادم الحرمين الشريفين، أمير منطقة مكة المكرمة، بين مؤسسة الأعمال الخيرية لعمارة المساجد وفرع وزارة الشؤون الإسلامية والدعوة والإرشاد بمكة المكرمة، وبحضور معالي نائب وزير الشؤون الإسلامية والدعوة والإرشاد الدكتور توفيق بن عبد العزيز السديري، وذلك بتاريخ 25 شعبان 1437هـ.
وجاء التوقيع حصرياً مع مؤسسة الأعمال الخيرية لعمارة المساجد (جمعية عمارة المساجد لاحقاً) باعتبارها بيت الخبرة الأول، والمؤسسة الخيرية المتخصصة، لما لها من دور فاعل ومؤثر في إعمار المساجد والجوامع في عموم مناطق المملكة، وما تتمتع به من خبرة ودراية وتأهيل كامل لتولي ذلك من خلال تسهيل إعمار تلك المساجد عن طريق فاعلي الخير بالطرق النظامية المتبعة لديها.

## برنامج العناية بالمساجد
تعد العناية بالمساجد واستشعار قدسيتها من تعظيم شعائر الله، قال تعالى ((في بيوت أذن الله أن ترفع ويذكر فيها اسمه)) النور الآية (36).
واستكمالاً  للدور الرائد الذي تقوم به الجمعية في عمارة بيوت الله، فقد قرر مجلس الإدارة تنفيذ برنامج العناية بالمساجد وتهيئتها لشهر رمضان المبارك لعام 1439هـ، لعمل الصيانة الخفيفة والنظافة والتطييب.
وتم اختيار مجموعة من المساجد غير المخدومة بعقد صيانة من قبل وزارة الشؤون الإسلامية والدعوة والإرشاد، وذلك بقصد تجربة نشاط العناية بالمساجد، والخروج بتوصيات مناسبة في هذا المجال.
وقد رعى معالي نائب وزير الشؤون الإسلامية والدعوة والإرشاد وبحضور رئيس مجلس إدارة الجمعية وعدد من أعضاء المجلس مراسم توقيع عقد الصيانة بين الجمعية وإحدى الشركات الوطنية المتخصصة في الصيانة.
واشتملت خدمات البرنامج على صيانة الأدوات الصحية، والكهربائية، وأجهزة التكييف، ونظافة المصلى، ومرافق المسجد وتشمل (غسل فرش المسجد وتجفيفه وتعطيره) وإزالة الأتربة عن المصاحف وأدراجها، وغسل دورات المياه.
وأثمرت التجربة عن توصية المجلس بالرفع بطلب ترخيص لإنشاء جمعية مستقلة للعناية بالمساجد. 

## جمعية عمارة المساجد ورؤية المملكة 2030
جاءت رؤية السعودية 2030 بمثابة خارطة الطريق للعمل التنموي في المملكة العربية السعودية، واستفادت جمعية عمارة المساجد مما في هذه الرؤية من مضامين يمكن استلهامها في العمل الخيري بشكل عام، وبناء المساجد بشكل خاص.
وسعت الجمعية للمساهمة في تحقيق مستهدفات الرؤية التي تتوافق مع طبيعة عملها كجمعية أهلية معنية بعمارة المساجد.
وتحرص الجمعية في مشاريعها على مراعاة كود بناء للمساجد مستوحى من كود البناء السعودي، حرصاً على توحيد المعايير والمواصفات التي تتوافق مع العوامل البيئية والجغرافية لكل منطقة من مناطق المملكة وتراثها المعماري.
وفيما يلي نستعرض بعضاً من أوجه مساهمات الجمعية في مستهدفات رؤية السعودية 2030 ومنها:
1. المساهمة في رفع سمعة المملكة العربية السعودية كقلب نابض للعالم الإسلامي: حيث تستشعر الجمعية الأهمية الإسلامية للمملكة باعتبارها تحتضن مكة المكرمة التي هي منطلق المساجد وباعتبار أن المملكة راعية الحرمين الشريفين، ولذلك تسعى الجمعية أن تقوم ببناء المساجد في جميع مدن المملكة بجودة عالية، بما يتناسب مع أهميتها، وبما يتناسب مع مكانة المملكة كقلب نابض للعالم الإسلامي.
2. خدمة ضيوف الرحمن: حيث تقوم الجمعية ببناء (50) مسجداً داخل حدود الحرم المكي وفق الهوية المكية التاريخية، لخدمة ضيوف الرحمن من الحجاج والمعمرين، وزوار مكة المكرمة، والمستثمرين بها، وأهلها.
3. الاستدامة المالية: حيث تحرص الجمعية على تحقيق استدامة مالية لأنشطتها من خلال الأوقاف، والصندوق الوقفي للمساجد.
4. الاستدامة البيئية: حيث تعتمد الجمعية أسلوب الأبنية الخضراء في مشاريعها.
5. تمكين أفراد المجتمع من المساهمة في التنمية: حيث يقوم نشاط الجمعية على استقبال التبرعات من أفراد المجتمع لبناء المساجد، وتشجيعهم وكسب ثقتهم في الجمعية، من خلال تجويد مشاريعها وإتقانها.
6. رفع مساهمة القطاع غير الربحي في الناتج المحلي إلى 5%: وتعتبر الجمعية إحدى مؤسسات القطاع غير الربحي، وهي تساهم بمشاريعها المنتشرة في مناطق المملكة في زيادة مساهمة القطاع غير الربحي في الناتج المحلي.
7. تمكين المنشآت الصغيرة والمتوسطة في قطاع المقاولات، والتي تستهدف الرؤية رفع مساهمتها من 20% إلى 35%: حيث إن جميع شركات المقاولات التي تنفذ مشاريع الجمعية هي من فئة المنشآت الصغيرة والمتوسطة نظراً لطبيعة مشاريع الجمعية.
8. زيادة عدد المتطوعين: حيث تساهم الجمعية في خدمة المتطوعين وتوسيع قاعدة العمل التطوعي، وتعد حاضنة لكثير من أعمال التطوع.
9. الاستثمار الأمثل للثروة المائية: حيث عمدت الجمعية لتدوير المياه الرمادية من دورات المياه في المساجد، واستخدامها في تشجير أفنية المساجد.
10. جودة الحياة: حيث تساهم المساجد المتقنة التي تنفذها الجمعية في جودة حياة المصلين الذين يرتادونها.

## وصلات خارجية
- موقع جمعية عمارة المساجد
- حساب الجمعية في تويتر